# جون بيكويذ
جون بيكويذ (بالإنجليزية: John Beckwith)‏ هو لاعب كرة قاعدة أمريكي، ولد في 10 يناير 1900 في لويفيل في الولايات المتحدة، وتوفي في 4 يناير 1956 في نيويورك في الولايات المتحدة.